# Джайв-сленг
«Джайв-ток» англ. Jive talk, также известный как «Гарлем-джайв»(Harlem jive) или просто «Джайв» (Jive), джазовое арго (argot of jazz), джазовый жаргон (jazz jargon), джазовый сленг (slang of jazz), язык джазового мира — афроамериканский сленг или лексикон, который развился в Гарлеме, где играли «джайв» (джаз), и был принят более широко в афроамериканском обществе, достигнув пика в 1940-х годах в субкультуре «хэпкетов».
В 1938 году джазовый бэнд-лидер и певец Кэб Кэллоуэй опубликовал первый словарь афроамериканца «Cab Calloway's Cat-ologue: A "Hepster's" Dictionary», который стал официальным справочником по языку «джайв» Нью-Йоркской публичной библиотеки. В 1939 году Кэб Кэллоуэй опубликовал сопроводительную книгу под названием «Professor Cab Calloway's Swingformation Bureau», в которой читателям объяснялось, как применять слова и фразы из словаря. Он выпустил несколько изданий до 1944 года, последнее — «Новый словарь хипстеров Кэба Кэллоуэя: Language of Jive». Поэт Лемн Сиссей заметил, что «Кэб Кэллоуэй стал владельцем языка для людей, у которых всего за несколько поколений до этого отобрали их собственные языки».
H. Л. Менкен в книге «Американский язык» определил джайв как «смесь негритянского сленга из Гарлема и жаргона наркоманов и самых мелких преступников, со случайными добавлениями из бродвейских колонок сплетен и школьных кампусов». Книга Дэна Берли «Оригинальный справочник гарлемского джайва» была составлена и опубликована в 1944 году по предложению гарлемского поэта Лэнгстона Хьюза.
В 1953 году Альберт Лавада Дёрст опубликовал «Джайвсы доктора Хеп Кэта», сборник рифм, составленный во время его работы на KVET в Остине, где он вел поздние ночные R&B. Помимо упоминания музыкальной сцены, большая часть арго касалась наркотиков, например, марихуаны. 
Мезз Меззроу привел такой пример: 
```
«Second Cat: Hey Mezzie, lay some of that hard-cuttin' mess on me. I'm short of a deuce of blips but I'll straighten you later. 
Mezzrow: Righteous, gizz, you're a poor boy but a good boy—now don't come up crummy.
Second Cat:: Never no crummy, chummy. I'm gonna lay a drape under the trey of knockers for Tenth Street and I'll be on the scene, wearin' the green
[
9
]
».
```

## Глоссарий
A hummer
Исключительно хорошо.
Alligator
Приверженец джаза или свинговой музыки. Возможно, сленговое наименование намекает на остромодную одежду из кожи аллигатора.
Beat upГрустный, некомплиментарный, усталый.
ChopsОтносится к уровню способностей любого музыканта . Происходит от физических изменений, происходящих во рту и губах музыканта, играющего на духовых инструментах, например, Диззи Гиллеспи и Луи Армстронг. Термин, используемый для обозначения музыканта, который значительно улучшил свою игру. Также может означать общую способность к какому-либо мастерству.
CornyСтаромодный, черствый.
FrailСокращение от «хрупкой сестры» (проститутки). Также используется для обозначения любой женщины-«хипстера».
G-manПравительственный служащий, особенно тот, кто арестовывает или преследует мирных граждан.
GageМарихуана. Особенно ассоциируется с Луи Армстронгом.
GateЛюбой мужчина. Обычно используется в качестве приветствия.
GatemouthГорнист с большим ртом или привычно открытым ртом. Игра на духовых инструментах часто приводит к увеличению щек и появлению мозолей на губах. Увеличенные щеки — происхождение слова «chops» (отбивная). Однако после 1930 года «Gatemouth» обычно относилось только к Луи Армстронгу.
HepВ курсе. Позже, hip.
Hep catЗнающий человек. Позже — хипстер.
HighСчастливый.
Hoochie Coocher«Горячая крошка, которая танцует лежа».
Hoochie coochieЭротический танец.
JeffПротивоположность hep; нехипповый, некрутой.
Jelly roll1) Женские гениталии, 2) Акт соития. 3) Джелли Ролл Мортон: знаменитый страйд-пианист.
Jitterbugобобщенный термин, используемый для описания свинговых танцев. То же, что и линди-хоп, танец, созданный в 1920-1930-х годах. Танцуется под свинг и вестерн-свинг.
JiveВ 1930-х годах Кэб Кэллоуэй определил это как «гарлемскую речь», то есть стиль сленга. В основном jive означает «болтать», а также подшучивать над кем-то. Его часто путают с jibe, что означает «быть в соответствии».
Joint is jumping«Здесь оживленно», в клубе царит веселье.
Light upПоджечь сигарету с марихуаной.
LidБанка для табака «Принц Альберт», наполненная до крышки. Примерно одна унция. Используется для измерения количества марихуаны.
Man!Часто используется как междометие или для выделения. Также является альтернативой слову boy, которое использовалось белыми как пренебрежительный термин, применявшийся для обозначения взрослых афроамериканских мужчин.
Mellow«Размякнуть». Из текста песни «Light Up». Значение неясно. Возможно, означает легкомысленность, спокойствие и счастье, эффект марихуаны.
Mighty MezzИскусно свернутый «косяк». Назван в честь Милтона Мезз Меззроу, саксофониста, игравшего с Луи Армстронгом. Меззроу был близким другом Луи Армстронга. Он также употреблял марихуану и распространял ее строго среди других музыкантов, которые были его друзьями.
MopЖенщина. Часто это отсылка к девушке другого «хипстера».
MugglesСленг 1930-х и 40-х годов для обозначения сигарет с марихуаной.
Mugglin'«Под кайфом»
OfayОбозначение белого человека, полицейского, служителя закона. Возможно, образовано с помощью поросячьей латыни от слова «враг».
PadКровать.
PotМарихуана.
PuffКурить «косяк».
ReeferМарихуана, также известное как конопля, «травка», ганжа или каннабис. Означает лист растения или сигарету («косяк»), свернутую из него (JIVE, STICK OF TEA).
Reefer manТот, кто курит «косяк».
Stick of tea«Косяк», сигарета с марихуаной.
Stuff1) «Косяк», сигарета с марихуаной. 2) Прозвище знаменитого джазового скрипача "Stuff" Смит.
"T" or TeaМарихуана.
TeapadКлуб после работы в Гарлеме в 1930-40-х годах, где курили травку и исполняли джазовую музыку.
T-man (Tea-man)Дилер марихуаны.
VipersОтносится к «хипкэтам» 1930-х годов, которые курили марихуану. Среди них Кэб Кэллоуэй, Фэтс Уоллер, Элла Фицджеральд, Нэт Кинг Коул, Билли Холидей, Луи Армстронг, Бенни Гудман и Луис Джордан. Термин «гадюки» возник от звука «ссссссс», который издают как вдыхающий курильщик травки, так и змея.
Zoot suit
Мужской костюм с брюками с высокой талией, широкими штанинами, узкими манжетами и длинным пальто с широкими лацканами и широкими подкладными плечами. Назван в рифмованной манере джайва: "Zoot Suit with a reet pleat, with a drape shape with a generous cut but tight cuffs". Был популярен среди танцоров эпохи свинга.